# Трхова Храдска
Трхова Храдска (слч. Trhová Hradská, мађ. Vásárút) насељено је мјесто са административним статусом сеоске општине (слч. obec) у округу Дунајска Стреда, у Трнавском крају, Словачка Република.

## Становништво
| Година:    | 1994. | 2004.   | 2014.   | 2024.   |
| ---------- | ----- | ------- | ------- | ------- |
| Број људи: | 2060  | 2176    | 2155    | 2160    |
| Разлика:   |       | +5,63 % | -0,96 % | +0,23 % |

| Година:    | 2023. | 2024.   |
| ---------- | ----- | ------- |
| Број људи: | 2181  | 2160    |
| Разлика:   |       | -0,96 % |

Према подацима о броју становника из 2011. године насеље је имало 2.140 становника.